# چکاوک‌های آوازخوان
چکاوک‌های آواز‌خوان (نام علمی: Cincloramphus) نام یک سرده از تیره سسکان ملخی است.